# Daniel Dagallier
Daniel Dagallier, född 11 juni 1926 i Trévoux, är en fransk före detta fäktare.
Dagallier blev olympisk bronsmedaljör i värja vid sommarspelen 1956 i Melbourne.